# Абази, Алмеда
Алме́да Абази́ (тур. Almeda Abazi; р. 13 февраля 1992, Тирана) — турецкая и албанская модель и актриса.

## Биография
Родилась 13 февраля 1992 года в Тиране, Албания. Получала образование в Стамбульской ср. школе и колледже им. Тарахана, актёрскому мастерству обучалась в Университете Айдын науки — академии искусств на кафедре актёрского мастерства. Алмеда учится в университете Сакарья. С 2015 начала встречаться с актёром Толгаханом Сайышманом. 14 февраля 2017 они поженились в Лос-Анджелесе. 5 мая 2019 года у Алмеды и Толгахана родился сын.    

## Карьера
В 2013 году Алмеда исполнила небольшую второстепенную роль в фильме-комедии У меня есть история, в том же году Абази сыграла роль Назенин-хатун (Валерии) в популярном турецком историческом телесериале «Великолепный век». В 2007 году Алмеда удостоилась титула «Мисс Тирана», уже в следующем 2008 году она стала «Мисс Албания».

## Избранная фильмография
| Год       |   | Русское название    | Оригинальное название | Роль                    |
| --------- | - | ------------------- | --------------------- | ----------------------- |
| 2013      | ф | У меня есть история | Bir hikayem var       |                         |
| 2013—2014 | с | Великолепный век    | Muhteşem Yüzyıl       | Назенин-хатун (Валерия) |